# Еномото Тецуя
Тецуя Еномото (яп. 哲也 榎本, нар. 2 травня 1983, Префектура Канаґава, Японія) — японський футболіст, воротар клубу «Урава Ред Даймондс».
Дворазовий чемпіон Японії. Клубний чемпіон Азії.

## Ігрова кар'єра
Вихованець футбольної школи клубу «Йокогама Ф. Марінос». Дорослу футбольну кар'єру розпочав 2002 року в основній команді того ж клубу, в якій провів чотирнадцять сезонів, взявши участь у 238 матчах чемпіонату.
До складу клубу «Урава Ред Даймондс» приєднався 2017 року.

## Досягнення
- Чемпіон Японії (2):

«Йокогама Ф. Марінос»: 2003, 2004
- Володар Кубка банку Суруга (1):

«Урава Ред Даймондс»:  2017
- Клубний чемпіон Азії (1):

«Урава Ред Даймондс»:  2017
- Володар Кубка Імператора (2):

«Йокогама Ф. Марінос»: 2013
«Урава Ред Даймондс»:  2018